# پلینکوویچی
پلینکوویچی (به لاتین: Pelinkovići) یک منطقهٔ مسکونی در مونته‌نگرو است که در شهرداری بار واقع شده‌است. پلینکوویچی ۱۴۱ نفر جمعیت دارد.